# دينيس غلوفر
دينيس غلوفر (بالإنجليزية: Denis Glover)‏ هو محرر وكاتب وشاعر نيوزلندي، ولد في 9 ديسمبر 1912 في دنيدن في نيوزيلندا، وتوفي في 9 أغسطس 1980 بسبب ذات الرئة.

## روابط خارجية
- دينيس غلوفر على موقع ميوزك برينز (الإنجليزية)
- دينيس غلوفر على موقع ديسكوغز (الإنجليزية)